# 似皱果薹草
似皱果薹草（学名：Carex pseudo-dispalata）为莎草科薹草属的植物，为中国的特有植物。分布在中国大陆的陕西等地，生长于海拔700米的地区，一般生于浅水中，目前尚未由人工引种栽培。